# Miles Wood
Miles William Wood (* 13. September 1995 in Buffalo, New York) ist ein US-amerikanischer Eishockeyspieler, der seit Juni 2025 bei den Columbus Blue Jackets in der National Hockey League auf der Position des linken Flügelstürmers spielt. Zuvor war er sieben Jahre bei den New Jersey Devils und zwei Saisons bei der Colorado Avalanche aktiv. Sein Vater Randy Wood war ebenfalls professioneller Eishockeyspieler.

## Karriere
Wood spielte während seiner Juniorenzeit ausschließlich im unterklassigen Juniorenbereich. Zunächst war er zwischen 2010 und 2012 für die Salem Ice Dogs in der Empire Junior Hockey League aktiv, ehe er ab 2012 für die High-School-Mannschaft der Noble & Greenough School im US-Bundesstaat Massachusetts aktiv war. Während dieser Zeit wurde er im NHL Entry Draft 2013 in der vierten Runde an 100. Stelle von den New Jersey Devils aus der National Hockey League ausgewählt.
Nach Abschluss der High School schrieb sich der Stürmer am Boston College ein, wo er parallel für das Eishockeyteam des Colleges in der Hockey East, einer Division im Spielbetrieb der National Collegiate Athletic Association. Bereits nach seinem Freshman-Jahr, in dem er in 37 Einsätzen 35 Scorerpunkte verbuchte, endete Woods College-Karriere im April 2016 frühzeitig, als er einen Einstiegsvertrag über drei Jahre Laufzeit bei den New Jersey Devils unterschrieb. Dort feierte er noch in der Saison 2015/16 sein NHL-Debüt. Auch zu Beginn der Spielzeit 2016/17 stand der Angreifer im NHL-Aufgebot der Devils, wurde Ende Oktober aber für einen Monat an das Farmteam Albany Devils aus der American Hockey League abgegeben. Erst Ende November kehrte er zurück nach New Jersey.
In der Saison 2017/18 steigerte Wood seine Leistung deutlich auf 32 Scorerpunkte aus 76 Spielen, sodass er im September 2018 einen neuen Vierjahresvertrag bei den Devils unterzeichnete, der ihm ein durchschnittliches Jahresgehalt von 2,75 Millionen US-Dollar einbringen soll. Die Saison 2021/22 verpasste er nahezu komplett aufgrund einer Hüftoperation.
Nach sieben Jahren in New Jersey verließ er das Team nach der Spielzeit 2022/23 und schloss sich als Free Agent der Colorado Avalanche an, wo er einen neuen Sechsjahresvertrag mit einem Gesamtvolumen von 15 Millionen US-Dollar unterzeichnete. Bereits im Juni 2025 allerdings wurde er samt Charlie Coyle an die Columbus Blue Jackets abgegeben, während Colorado Gavin Brindley, ein Zweitrunden-Wahlrecht im NHL Entry Draft 2027 sowie ein Drittrunden-Wahlrecht im NHL Entry Draft 2025 erhielt.

### International
Für sein Heimatland spielte Wood im Juniorenbereich bei der U20-Junioren-Weltmeisterschaft 2015 in Kanada. Der Stürmer kam in fünf Turnierspielen zum Einsatz, konnte jedoch keinen Scorerpunkt zum fünften Platz der US-Amerikaner beitragen. Ein Jahr später debütierte Wood als frischgebackener NHL-Spieler für die Herren-Nationalmannschaft der US-Boys bei der Weltmeisterschaft 2016 in Russland. Er absolvierte alle zehn Turnierspiele und erzielte in der Vorrundenpartie gegen Belarus einen Treffer. Zum Medaillengewinn reichte es nach Niederlagen im Halbfinale gegen Kanada und im Spiel um den dritten Platz gegen Gastgeber Russland jedoch nicht.

## Karrierestatistik
Stand: Ende der Saison 2024/25

### International
Vertrat die USA bei:
- U20-Junioren-Weltmeisterschaft 2015
- Weltmeisterschaft 2016

(Legende zur Spielerstatistik: Sp oder GP = absolvierte Spiele; T oder G = erzielte Tore; V oder A = erzielte Assists; Pkt oder Pts = erzielte Scorerpunkte; SM oder PIM = erhaltene Strafminuten; +/− = Plus/Minus-Bilanz; PP = erzielte Überzahltore; SH = erzielte Unterzahltore; GW = erzielte Siegtore; 1 Play-downs/Relegation; Kursiv: Statistik nicht vollständig)